# Gravenhurst (Band)
Gravenhurst war ein britisches Bandprojekt aus Bristol, dessen Musik eine Mischung aus Rock, Folk und elektronischen Elementen darstellt. Gegründet wurde es 1999 von Nicholas John Talbot (* 14. Mai 1977; † 2. Dezember 2014).

## Geschichte
Seine ersten Stücke schrieb Frontmann Nick Talbot bereits 1997. Sein Shoegaze-Projekt The Assembly Communications beendete er 1999 nach dem Tod eines Bandkollegen. Kurz darauf gründete er sein erstes eigenes Label Silent Age Records und veröffentlichte 2002 dort unter dem Namen Gravenhurst sein noch im Alleingang produziertes Debütalbum Internal Travels.
Gravenhurst wurden schließlich 2004 vom britischen Electronica-Plattenlabel Warp Records unter Vertrag genommen. Die Wiederveröffentlichung des zweiten Albums Flashlight Seasons ließ den Bekanntheitsgrad der Gruppe schlagartig steigen, da Warp Records bislang vor allem für elektronische Musik bekannt war. Trotz guter Kritiken verkaufte sich das Album jedoch nur mäßig. Seit der Veröffentlichung des dritten Albums Fires in Distant Buildings wurde die Gruppe bei Live-Auftritten von Huw Cooksley unterstützt.
Nick Talbot verstarb am 2. Dezember 2014 im Alter von 37 Jahren.

## Trivia
Der Soundtrack des im Oktober 2006 in die Kinos gekommenen Filmes Ein Freund von mir von Sebastian Schipper (mit Daniel Brühl und Jürgen Vogel) basiert überwiegend auf der Musik von Gravenhurst.

## Veröffentlichungen
| Titel                                           | Jahr | Label                                          | Format           | Kommentar      |
| ----------------------------------------------- | ---- | ---------------------------------------------- | ---------------- | -------------- |
| Internal Travels                                | 2002 | Red Square, Mobstar, Silent Age                | CD               | Album          |
| Flashlight Seasons                              | 2003 | Silent Age, Sink And Stove Records, Red Square | CD               | Album          |
| The Diver                                       | 2003 | For Us                                         | 7"               | EP             |
| Black Holes In The Sand                         | 2004 | Warp Records                                   | CD, 12"          | EP, Promo      |
| Flashlight Seasons                              | 2004 | Warp Records                                   | CD, LP           | Album, Promo   |
| Fires In Distant Buildings                      | 2005 | Warp Records                                   | CD, LP           | Album, Promo   |
| The Velvet Cell                                 | 2005 | Warp Records                                   | 7", CD           | Maxi, Promo    |
| 2 Tracks From Der Soundtrack Ein Freund Von Mir | 2006 | Warp Records                                   | CD-R             | Sampler, Promo |
| Animals                                         | 2006 | Warp Records                                   | Download         | Promo          |
| Hollow Men                                      | 2007 | Warp Records                                   | CD, 7"           | EP, Promo      |
| The Western Lands                               | 2007 | Warp Records                                   | CD, LP           | Album          |
| The Western Lands Instrumentals                 | 2007 | Warp Records                                   | CD-R             | Album, Promo   |
| Trust                                           | 2007 | Warp Records                                   | CD, 7", Download | Maxi, Promo    |
| Nightwatchman's Blues / Farewell Farewell       | 2008 | Warp Records                                   | CD, 2x7"         | Single, Promo  |
| The Ghost In Daylight                           | 2012 | Warp Records                                   | CD, LP           | Album          |
| Offerings: Lost Songs 2000 - 2004               | 2014 | Warp Records                                   | CD, LP           | Album          |